# Bruno Thiry
Bruno Thiry (Sankt-Vith, Bèlgica, 8 d'octubre de 1962) és un pilot de ral·lis belga actualment retirat que participava en el Campionat Mundial de Ral·lis i al Campionat d'Europa de Ral·lis. Va ser guanyador del Campionat d'Europa l'any 2003.
El seu copilot més habitual al llarg dels anys va ser el belga Stéphane Prévot.

## Trajectòria

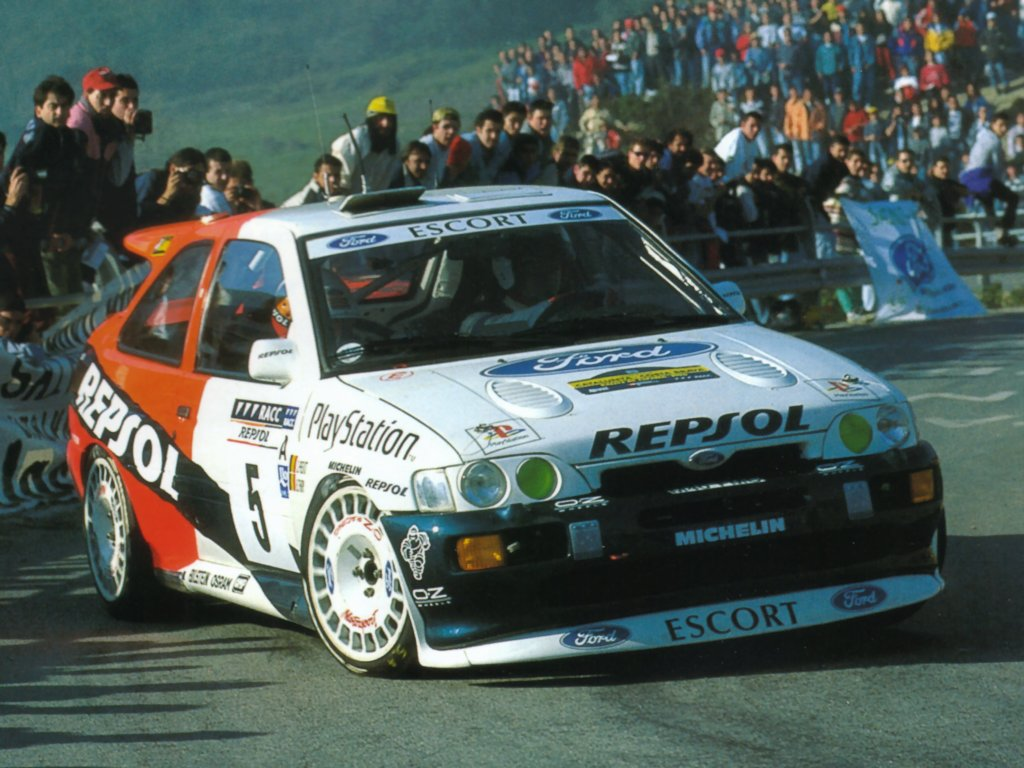
Bruno Thiry a Ford l'any 1996.

Thiry s'inicia als ral·lis l'any 1981 amb un Simca Rallye 2, disputant durant els seus primers anys proves del Campionat de Bèlgica de Ral·lis i del Campionat d'Europa de Ral·lis, utilitzant diversos vehicles al llarg dels anys. L'any 1989 disputa per primera vegada un ral·li del Campionat Mundial de Ral·lis al pendre part del Ral·li Acròpolis de Grècia amb un Audi 90 Quattro.
Entre 1991 i 1993, com a pilot del equip Opel Team Belgium, disputa diverses proves puntuals del Campionat Mundial, compaginant amb actuacions dins del Campionat Europeu i el Campionat de Bèlgica.
L'any 1994 s'incorpora al equip oficial Ford, conduint un Ford Escort Cosworth. Aquell any finalitzaria en cinquena posició el campionat mundial, acabant en la tercera posició del podi al RAC Rally. Tant al 1995 com al 1996, encara a l'equip Ford, acabaria en sisena posició del Mundial, destacant dos tercers llocs al ral·li de San Remo i de Catalunya del 1996.
El 1997, Thiry retorna a la disputa del Campionat d'Europa, on guanya dues proves i acaba en tercera posició del campionat. L'any següent, 1998, Thiry tornaria al Mundial amb Ford on repetiria un tercer lloc al RAC Rally, canviant a Subaru al 1999, passant a conduir un Subaru Impreza WRC.
La temporada 2000, a bord d'un Citroën Xsara Kit Car, finalitza tercer del Campionat d'Europa, aconseguint la victòria en dos dels ral·lis. De nou retorna al Mundial l'any 2001 dins del equip oficial Skoda, conduint un Skoda Octavia WRC poc competitiu com ho demostra que tan sols va aconseguir vuitens llocs als ral·lis de Monte-Carlo, Xipre i Gal·les.
El 2002 i 2003 va conduir un Peugeot 206 WRC tant en proves del europeu com del mundial, aconseguint guanyar el Campionat d'Europa de Ral·lis l'any 2003 amb la victòria a cinc de les proves.
Per l'europeu de 2004, Thiry participa amb un Citroën C2 S1600, finalitzant en tercera posició del campionat. Aquesta seria la darrera temporada completa del pilot belga, doncs a partir del 2005 Thiry senzillament disputa ral·lis de forma puntual a mode de diversió, aconseguint, això si, la victòria al Ral·li Terre des Cardabelles Millau-Aveyron de 2006 amb un Mitsubishi Lancer Evo VIII.